# John C. Wright
Pour les articles homonymes, voir John Wright et Wright.
Œuvres principales
- Trilogie de l'Âge d'or

John C. Wright, né le 22 octobre 1961 à Chula Vista en Californie, est un romancier américain de science-fiction et de fantasy.

## Œuvres

### Trilogie de l'Âge d'or
1. L'Œcumène d'or, L'Atalante, 2003 ((en) The Golden Age, 2002)
2. Le Phénix exultant, L'Atalante, 2004 ((en) The Phoenix Exultant, 2003)
3. La Haute Transcendance, L'Atalante, 2005 ((en) The Golden Transcendence, 2003)

### SérieLes Guerriers de l'éternité
1. Le Dernier Gardien des rêves, L'Atalante, 2005 ((en) Last Guardian of Everness, 2004)
2. Les Brumes d'Achéron, L'Atalante, 2006 ((en) Mists of Everness, 2005)

### SérieNull-A
1. (en) Null-A Continuum, 2008

### SérieThe Chaos Chronicles
1. (en) Orphans of Chaos, 2005
2. (en) Fugitives of Chaos, 2006
3. (en) Titans of Chaos, 2007

### SérieCount to the Eschaton
1. (en) Count to a Trillion, 2011
2. (en) The Hermetic Millennia, 2012
3. (en) The Judge of Ages, 2014
4. (en) The Architect of Aeons, 2015
5. (en) The Vindication of Man, 2016
6. (en) Count to Infinity, 2017

### SérieA Tale of the Unwithering Realm
1. (en) Somewhither: Being the First Part of A Tale of the Unwithering Realm, 2015
2. (en) Nowhither: The Drowned World, 2019

### SérieGreen Knight's Squire
1. (en) Swan Knight's Son, 2016
2. (en) Feast of the Elfs, 2016
3. (en) Swan Knight's Sword, 2016

### SérieMoth & Cobweb
1. (en) Daughter of Danger, 2017
2. (en) City of Corpses, 2017
3. (en) Tithe to Tartarus, 2017

### SérieLost on the Last Continent
1. (en) Terrors of Pangaea, 2020
2. (en) Giants of Pangaea, 2020
3. (en) Gods of Pangaea, 2020

### SérieStarquest (Wright)
1. (en) Space Pirates of Andromeda, 2024

### Romans indépendants
- (en) Iron Chamber of Memory, 2016

### Recueils de nouvelles
- (en) Awake in the Night Land, 2014
- (en) City Beyond Time: Tales of the Fall of Metachronopolis, 2014
- (en) The Book of Feasts & Seasons, 2014
- (en) All Men Dream of Earthwomen and Other Aeons, 2020